# 플랜츠 vs. 좀비 어드벤처
《플랜츠 vs. 좀비 어드벤처》(Plants vs. Zombies Adventures)는 2012년에 출시된 팝캡 게임스의 비디오 게임이다.